# Kari, Per og Søren på bytur
Kari, Per og Søren på bytur er den første tegneserie skrevet på norsk. Den blev skrevet af Nanna With (datter af Richard With) i samarbejde med tegneren Gunnar Tandberg, og blev trykt i magasinet For Hus og Hjem i en periode fra 1912–1913.